# Thibaw Min
Thibaw Min, född 1859, död 1916, var kung av Burma från 1878 till 1885. Han var dess sista inhemska monark. 
Han efterträdde sin far Mindon Min och gifte sig med sin halvsyster Supayalat. Han avsattes av britterna, som sedan annekterade Burma, och förvisades till Brittiska Indien. 